# Pheed
Pheed era una xarxa social disponible tant en navegador web, com en dispositius d'Apple (App Store) i Android (Google Play). L'empresa va ser formada en 2012 i va anunciar la seva aplicació el dia 12 de novembre del mateix any. Els usuaris podien publicar fotos, textos, vídeos i arxius d'àudio en els seus comptes. Segons la revista Forbes, Pheed va ser la primera companyia a llançar el pagament per visió en els dispositius mòbils, el que significa que els usuaris podien obtenir ingressos amb això. La seva sortida al públic general ha estat propiciat gràcies a una altra xarxa social, Vine, on diverses persones amb molts seguidors van fer promoció perquè la gent els seguís també en Pheed.

## Història
Pheed va començar a desenvolupar-se a Los Angeles com a plataforma web per l'empresari d'Internet Phil Haus i el productor musical Tony DeNiro. Adonant-se que el mòbil era el futur de les xarxes socials, Haus i DeNiro van tornar a centrar el seu servei en una aplicació mòbil, introduint al seu moment la primera tecnologia de transmissió en directe de pagament per visió a l'App Store. Pheed es va llançar el novembre de 2012 i estava dirigit a una audiència creativa i més jove que la de Facebook. Pheed va combinar text, vídeo, imatges i àudio, i va incloure una opció de transmissió en directe. Pheed va ser la primera aplicació de l'App Store per oferir transmissió en directe de pagament per visualització, cobrint ambdós elements individuals (com un esdeveniment de vídeo o àudio), o subscripcions a un canal complet que es pot programar per a una hora o dia específic amb un cost específic, i aplicacions mòbils a través de l'Apple App Store i Google Play. The Pheeds també podria ser compartit per Twitter, Facebook i Gmail, i podria ser copyright, convertint-los en la propietat de l'usuari. També es podien mantenir en el mur de l'usuari sense que cap altre usuari ho veiés. Els amics d'un usuari podrien ser convidats a través de Facebook, Twitter o Gmail.